# Sint-Michaëlkerk (Zwolle)
De Sint-Michaëlkerk was een rooms-katholieke kerk aan de Roggenstraat in Zwolle.
De huidige Grote kerk was oorspronkelijk ook aan de aartsengel Michaël gewijd, maar deze kerk ging tijdens de reformatie over naar de protestanten. Nadat er eerst in twee schuilkerken werd gekerkt, werd in 1841 aan de Nieuwstraat 41 een nieuwe kerk gebouwd, naar een ontwerp van Theo Molkenboer. Dit gebouw bleek echter na 50 jaar al te klein voor de groeiende katholieke gemeenschap.
De nieuwe kerk werd in 1890-1892 gebouwd. Architect Nicolaas Molenaar sr. ontwierp een driebeukige hallenkerk in neogotische stijl. Aan de rechterzijde van de voorgevel stond de 79 meter hoge toren, met achtzijdige lantaarn en een naaldspits. Binnen was de kerk overdekt met kruisribgewelven. Onder in de toren stond de reliekschrijn van Thomas a Kempis. De schrijn werd geplaatst in een 8 meter hoog neogotisch grafmonument dat rond 1897 was gemaakt door de firma F.W. Mengelberg. Het kerkorgel werd in 1926 gebouwd door Joseph Adema uit Amsterdam.
In 1963 werd de kerk gesloten. De gemeente wilde op deze locatie een winkelcentrum bouwen. Er kwamen veel protesten tegen de sloop en men wilde op zijn minst de karakteristieke toren met het Thomas a Kempis-monument behouden, maar dit mocht niet baten. De kerk werd in 1965 samen met de gebouwen in de directe omgeving gesloopt. Op deze plaats is een nieuw pand gebouwd waarin eerst de V&D was gehuisvest, en vervolgens Hudson's Bay. Het pand staat sinds het failliet van Hudson's Bay leeg.
Een nieuwe Sint-Michaëlkerk werd in 1964 geopend aan de Bisschop Willebrandlaan. Het orgel en de reliekschrijn van Thomas a Kempis werd overgebracht naar de nieuwe kerk, maar het monument van Mengelberg werd afgebroken. De schrijn is na sluiting van de nieuwe Michaëlkerk in 2005 naar de Basiliek van Onze-Lieve-Vrouw-ten-Hemelopneming gebracht. Het orgel staat in de Kruisverheffingskerk in Raalte.

## Bron
- Reliwiki - Zwolle, Michaëlkerk, Roggenstraat
- Reliwiki - Zwolle, Michaëlkerk, Bisschop Willebrandlaan
- Instituut Meertens - Zwolle, Thomas à Kempis